# Schönwalde am Bungsberg
Schönwalde am Bungsberg – gmina w Niemczech w kraju związkowym Szlezwik-Holsztyn, w powiecie Ostholstein, siedziba urzędu Ostholstein-Mitte.
W gminie znajduje się najwyższy punkt kraju związkowego - Bungsberg o wysokości 168 m n.p.m.